# قهرمان (فیلم ۲۰۱۸)
قهرمان (به کره ای: 챔피언) یک فیلم ورزشی فیلم کمدی محصول سال ۲۰۱۸ کره جنوبی به کارگردانی کیم یونگ وان است. بازیگران این فیلم ما دونگ-سوک، کوان یول (بازیگر) و هان یه-ری هستند. داستان فیلم دربارهٔ مسابقات مچ اندازی است. این فیلم در اولین ماه اکران، در وب سایت تلویزیون آسیایی امتیاز ۹٫۴/۱۰ را به دست آورد.

## داستان
این فیلم داستان مارک به فرزندخواندگی را روایت می‌کند که سابقاً یک کشتی‌گیر بازو بود اما اکنون به عنوان یک بالنده کار می‌کند. او برای مسابقه ای به کره جنوبی می‌رود تا مادرش را که در کودکی او را به فرزندخواندگی واگذار کرده بود جستجو کند. مارک با کمک دوستش، جین کی، خانواده واقعی خود را پیدا می‌کند، اما متوجه می‌شود که مادرش مرده‌است. سپس با خواهر ناتنی خود و خانواده اش که هرگز آنها را نمی‌شناخت ملاقات می‌کند. از طریق ایمیل‌های مادرش که برای خواندن آن‌ها آمده بود، فهمید که احساس درد او از رها کردن او چیست. او بعداً در مسابقات کشوری مقابل حریفان خود پیروز می‌شود و در پایان حریفی به نام پانچ را در فینال شکست می‌دهد.

## بازیگران
- ما دونگ-سوک در نقش مارک / باک سونگ مین[۶]
- کوان یول در نقش جین کی[۷]
- هان یه-ری در نقش سو جین
- چوی سونگ هون در نقش جون هیونگ
- اوک یه-رین در نقش جون هی